# Maqellarë
Maqellarë è una frazione del comune di Dibër in Albania (prefettura di Dibër).
Fino alla riforma amministrativa del 2015 era comune autonomo, dopo la riforma è stato accorpato, insieme agli ex-comuni di Fushë Çidhën, Kala e Dodës, Kastriot, Arras, Luzni, Lurë, Melan, Muhurr, Peshkopi, Selishtë, Sllovë, Tomin, Zall Dardhë e Zall Reç a costituire la municipalità di Dibër.

## Località
Il comune è formato dall'insieme delle seguenti località:
- Maqellara
- Bllata e Poshteme
- Bllata e Sipërme
- Burimi
- Çernena
- Fusha e Vogël
- Katundi i Vogël
- Kërçishti i Sipërm
- Kërçisht i Poshtëm
- Kllopçishti
- Kovashica
- Majtara
- Pocesti
- Pesjaka
- Podgorca
- Vojnika
- Dovolani
- Erebara
- Grezhdani
- Herbeli
- Popinara
- Gradeci